# آبشار النبورگ
آبشار النبورگ (به انگلیسی: Ellenborough Falls) آبشاری است که در کشور استرالیا واقع شده‌است و بلندترین ریزشگاه آن ۱۶۰ متر ارتفاع دارد. حوضهٔ آبریز این آبشار، رود النبورگ است.